# Perché credo
Perché credo è un saggio degli scrittori e giornalisti italiani Vittorio Messori e Andrea Tornielli. 

## Contenuto
Lo stile dell'opera è un libro-intervista di Andrea Tornielli, vaticanista del Giornale, a Messori.
Il racconto è sostanzialmente la storia del passaggio dal suo agnosticismo, laicista e indifferente a ogni credo religioso, all'adesione ai principi della dottrina cattolica.

## Edizioni
- Vittorio Messori e Andrea Tornielli, Perché credo, Piemme, 2008,  p. 430, ISBN 978-88-384-8831-3.